# SNL 코리아 시즌 7
《SNL 코리아》의 일곱 번째 시즌은 2016년 2월 27일부터 6월 25일까지 tvN에서 방송되었다.

## 크루
- 신동엽
- 유세윤
- 정성호
- 정상훈
- 김준현
- 김민교
- 안영미
- 정이랑
- 강유미
- 권혁수
- 이세영
- 한은성
- 정연주
- 예원
- 송원석
- 김혜준
- 전효성

## 고정 코너

### 콩트
- SNL 더빙극장 : 권혁수, 김준현, 정이랑, 정상훈
- 3분 아빠 : 이세영, 이경규, 정이랑, 한재석, 강유미, 정연주, 예원, 송원석, 김혜준
- 츤데레 감독 : 이경규, 정성호, 송원석, 정연주, 한재석, 이세영
- 웰컴 투 동막골 : 신동엽, 유세윤, 정성호, 정상훈, 김준현, 김민교, 안영미, 정이랑, 한은성, 정연주, 예원, 송원석, 김혜준
- 복수혈전 2 : 이경규, 정연주 외
- 예능대부 : 이경규, 신동엽, 김민교, 정상훈, 김준현, 권혁수, 송원석

### 위캔드 업데이트
- 메인 뉴스 : 김준현, 전효성(앵커), 이경규, 권혁수, 정상훈, 강유미, 이세영, 정연주(리포터)

## 에피소드
| 전체 번호                                   | 시즌 번호 | 호스트     | 게스트                                  | 본 방송 날짜    | AGB닐슨 시청률(%) | TNmS 시청률(%) |
| ------------------------------------------- | --------- | ---------- | --------------------------------------- | --------------- | ----------------- | -------------- |
| 140                                         | 1         | 크루쇼     | 하상욱, 태민                            | 2016년 2월 27일 | 2.2               | 2.5            |
| 141                                         | 2         | 이하늬     | 이한위, 클로이 모레츠                   | 2016년 3월 5일  | 2.3               | 3.1            |
| 142                                         | 3         | 남궁민     | 마거릿 조, 대니 애런즈, 이시언          | 2016년 3월 12일 | 2.1               | 2.9            |
| 143                                         | 4         | 윤정수     | 김숙, 이숙, 김구라, 유승옥, 김성수      | 2016년 3월 19일 | 1.7               | 2.4            |
| 144                                         | 5         | 블락비     | (없음)                                  | 2016년 3월 26일 | 1.9               | 1.8            |
| 145                                         | 6         | 손태영     | 조정민, 홍진호                          | 2016년 4월 2일  | 1.5               | 1.3            |
| 이원석과 김풍이 크루에서 하차했다.          |           |            |                                         |                 |                   |                |
| 146                                         | 7         | 이정진     | 잭슨                                    | 2016년 4월 9일  | 1.5               | 1.9            |
| 전효성이 위캔드 업데이트 앵커로 합류하였다. |           |            |                                         |                 |                   |                |
| 147                                         | 8         | 에릭 남    | 장위안                                  | 2016년 4월 16일 | 1.0               | 1.7            |
| 148                                         | 9         | 탁재훈     | 뮤지                                    | 2016년 4월 23일 | 1.8               | 1.9            |
| 149                                         | 10        | 홍수아     | 켄 정                                   | 2016년 4월 30일 | 1.2               | 정보 없음      |
| 150                                         | 11        | 아이오아이 | 마리오, 이지혜                          | 2016년 5월 7일  | 2.4               | 2.5            |
| 151                                         | 12        | 문정희     | 베리굿 (태하, 다예, 세형, 고운), 김흥국 | 2016년 5월 14일 | 정보 없음         | 정보 없음      |
| 152                                         | 13        | 남보라     | 한민관, 장문복                          | 2016년 5월 21일 | 정보 없음         | 정보 없음      |
| 153                                         | 14        | 티파니     | 다나                                    | 2016년 5월 28일 | 정보 없음         | 정보 없음      |
| 154                                         | 15        | 종현       | 루나, 아포스                            | 2016년 6월 4일  | 정보 없음         | 정보 없음      |
| 155                                         | 16        | AOMG       | 양정원                                  | 2016년 6월 11일 | 정보 없음         | 정보 없음      |
| 156                                         | 17        | 이엘       | 정채연                                  | 2016년 6월 18일 | 정보 없음         | 정보 없음      |
| 157                                         | 18        | 이경규     | (없음)                                  | 2016년 6월 25일 | 정보 없음         | 정보 없음      |